# 大塚布見子
大塚 布見子（おおつか ふみこ、1929年11月30日 -2020年4月12日 ）は、日本の歌人。1977年歌誌『サキクサ』創刊。歌集、評論集など多数。夫は小説家・歌人の大塚雅春。孫に劇団アマヤドリ所属の女優・大塚由祈子。

## 概要
香川県観音寺市出身。香川県立三豊高等女学校（現・香川県立観音寺第一高等学校）在学中に、「形成」同人で同校の南信一校長に短歌を学ぶ。東京女子大学国語科在学中、担任の藤森朋夫に万葉集を学ぶ。一時勤務したスタイル社の『スタイル』、ロマンス本社の『モダン・ロマンス』で、宇野千代、北原武夫、和田芳恵のもとで編集者として仕事をする。歌誌『藝林』を経て、1977年歌誌「サキクサ」を創刊、サキクサ短歌会を主宰。以後、「サキクサ」（月刊）の刊行を続け、歌人として第一線で活躍を続ける。2007年に「サキクサ創刊三十周年記念祝賀会」、2017年に「サキクサ創刊四十周年祝賀会」が、それぞれ東京都内のホテルで開催された。その間、母校である香川県立観音寺第一高等学校の同窓会東京支部の会誌『燧』（ひうち）の短歌のページ、特集（対談）などに対して、協力・支援をしてきた。千葉県千葉市にて活動。

## 主な受賞歴
- 第3回島木赤彦賞（2001年）[3]
- 第21回日本文芸大賞・現代短歌賞（2003年）[4]
- 第15回短歌新聞社賞（2008年）[5]

## 主な歌集・評論集
- 『白き仮名文字』 (サキクサ叢書）サキクサ短歌会1983
- 『大塚布見子歌集 : 玉藻よし』(日本現代歌人叢書)芸風書院1985
- 『霜月祭』(サキクサ叢書）短歌新聞社1985
- 『短歌雑感』(サキクサ叢書）短歌研究社1986
- 『短歌歳時記』(サキクサ叢書）短歌研究社1991
- 『ゆきゆきて』(サキクサ叢書）不識書院1991
- 『山辺の里』(サキクサ叢書)短歌新聞社1993
- 『遠富士』(サキクサ叢書）短歌新聞社1994
- 『夢見草 : 大塚布見子歌集』(現代女流短歌全集)短歌新聞社1996
- 『四国一華』(サキクサ叢書）短歌新聞社1997
- 『新しい短歌の作法』短歌新聞社1997
- 『大塚布見子選集』（第1～13巻）短歌新聞社1999-2003
- 『雪月花 : 大塚布見子歌集』(新現代歌人叢書)短歌新聞社2005
- 『花の歌歳時記』 (サキクサ叢書)短歌研究社2007
- 『散る桜』(21世紀歌人シリーズ、サキクサ叢書)角川書店2007
- 『百代草』(サキクサ叢書)砂子屋書房2011
- 『こちら向きゐし』(現代短歌社文庫)現代短歌社2015
- 『花の歌歳時記 続』(サキクサ叢書)短歌研究社2015
- 『菊の秋』(現代短歌社文庫)現代短歌社 2016
- 『水莖のやうに』(現代短歌社文庫)現代短歌社2016
- 『夏麻引く』(サキクサ文庫)サキクサ短歌会2017
- 『夢見草』(現代短歌社文庫)現代短歌社2018